# Paranauxesis antennalis
Paranauxesis antennalis är en skalbaggsart som beskrevs av Stefan von Breuning 1940. Paranauxesis antennalis ingår i släktet Paranauxesis och familjen långhorningar.
Artens utbredningsområde är Kenya. Inga underarter finns listade i Catalogue of Life.